# 馬圭縣 (緬甸)
馬圭縣為緬甸馬圭省轄下的縣，其區域面積為9,656.8平方公里，2014年人口1,235,030人。該縣下分6個鎮區。馬圭為該縣之首府。

## 鎮區
以下為馬圭縣的鎮區：
- 馬圭鎮（Magway Township）
- 仁安羌鎮（Yenangyaung Township）
- 稍埠鎮（Chauck Township）
- 東敦枝鎮（Taungdwingyi Township）
- 謬迪鎮（Myothit Township）
- 納茂鎮（Natmauk Township）